# Finally (Blackstreet)
Finally è il terzo album del gruppo hip hop statunitense Blackstreet, pubblicato il 23 marzo 1999 e distribuito da Interscope Records. Per il mercato europeo, la distribuzione è partecipata da Lil' Man Records. Il terzo sforzo dei Blackstreet ottiene recensioni miste (perlopiù positive), ma non grande attenzione da parte del pubblico, nonostante le tante collaborazioni di livello, tra cui Janet Jackson, Stevie Wonder, Ja Rule, Eve, Beanie Sigel, Mýa e Ma$e.
| Recensione           | Giudizio |
| -------------------- | -------- |
| AllMusic             | [ 3 ]    |
| The Baltimore Sun    | [ 4 ]    |
| Entertainment Weekly | B+       |
| Q                    | [ 6 ]    |
| NME                  | [ 7 ]    |
| Vibe                 | positivo |
| Rolling Stone        | [ 8 ]    |
| Spin                 | [ 6 ]    |

## Tracce
Musiche di Eric Williams (traccia 5), Warryn Campbell (traccia 9), Trevis Williams (traccia 10), Jodie Wilson (traccia 10) e Teddy Riley. Co-produzione di Kaseem Coleman (traccia 1), Walter Scott (traccia 3), Davel McKenzie (traccia 4), Wesley Hoggs (traccia 5), Darryl Adams (traccia 5), Jack Knight (tracce 8 e 13) e Screwface (tracce 8 e 13). Remix di Gerald Baillergeau (traccia 12) e Victor Merritt (traccia 12).
1. Blackstreet Intro/Can You Feel Me – 4:22
2. Girlfriend/Boyfriend (featuring Janet Jackson, Eve e Ja Rule) – 4:02
3. Yo Love (featuring Sausa Money) – 4:40
4. I Got What You On (featuring Beanie Sigel) – 4:09
5. Drama/Misery Interlude – 7:39
6. I'm Sorry – 5:25
7. Think About You – 4:36
8. Black & White – 3:37
9. In a Rush (featuring Stevie Wonder) – 4:08
10. Hustler's Prayer – 4:47
11. Finally (featuring Hezekiah Walker & Love Fellowship Tabernacle) – 4:52
12. Take Me There (Remix) (featuring Mýa, Ma$e & Blinky Blink) – 4:01
13. On the Floor (featuring Queen Pen) – 4:02

Durata totale: 60:20

## Classifiche

### Classifiche settimanali
| Classifica (1999)         | Posizione massima |
| ------------------------- | ----------------- |
| Australia                 | 25                |
| Canada                    | 14                |
| Francia                   | 33                |
| Germania                  | 34                |
| Paesi Bassi               | 21                |
| Regno Unito               | 27                |
| Stati Uniti               | 9                 |
| US Top R&B/Hip-Hop Albums | 4                 |
| Svizzera                  | 34                |